# Astrid Rosenfeld
Astrid Rosenfeld (* 1977 in Köln) ist eine deutsche Schriftstellerin.

## Leben
Astrid Rosenfeld wurde 1977 in Köln geboren. Ihr Berufsziel war, Schauspielerin zu werden; daher ging sie nach dem Abitur nach Kalifornien, um dort erste Berufserfahrungen am Theater zu sammeln. Nach ihrer Rückkehr nach Deutschland begann sie eine Schauspielausbildung in Berlin, die sie aber nach anderthalb Jahren abbrach. Anschließend war sie in verschiedenen Jobs in der Filmbranche tätig, so zum Beispiel als Casting Director für die Kinofilme Muxmäuschenstill und Knallhart. Ihr Romandebüt Adams Erbe erschien im März 2011. 
Sie ist die Schwester der Journalistin Dagmar Rosenfeld. Astrid Rosenfeld lebt in Berlin. Ihr Roman Kinder des Zufalls (2018) spielt u. a. in den 1940er und 50er Jahren in Zuffenhausen und in den USA zur Zeit des Vietnamkrieges.

## Werke

### Bücher
- Adams Erbe. Diogenes Verlag, Zürich 2011, ISBN 978-3-25724-221-8.
- Elsa ungeheuer. Diogenes Verlag, Zürich 2014, ISBN 978-3-25724-294-2.
- Sing mir ein Lied – 9872 Meilen und eine Geschichte. Diogenes Verlag, Zürich 2014, ISBN 978-3-257-06903-7
- Zwölf Mal Juli. Diogenes Verlag, Zürich 2015, ISBN 978-3-257-86275-1.
- Kinder des Zufalls. Kampa Verlag, Zürich 2018, ISBN 978-3-311-10001-0.